# 中田節也
中田 節也（なかだ せつや、1952年12月 - ）は、日本の地球科学者（火山学者）。専門は、火山岩石学・火山地質学。東京大学名誉教授。火山噴火予知連絡会副会長。元国際火山学及び地球内部化学協会会長。

## 経歴
1952年12月富山県南砺市生まれ。富山県立福野高等学校、1975年金沢大学理学部卒業、1977年同大大学院理学研究科修士課程修了、1979年九州大学大学院理学研究科博士課程中退。1982年、九州大学より理学博士の学位を取得、学位論文は「Petrology of the Osuzuyama acid rocks(尾鈴山酸性岩類の岩石学的研究)」。
九州大学理学部に1979年から1995年までの16年間にわたって助手として在籍。その間、1991年6月に雲仙普賢岳の火砕流災害が発生。普賢岳が研究フィールドであった中田は、この頃頻繁にマスコミに登場することになる。
1995年より東京大学地震研究所助教授（のちに教授）。地震研究所では雲仙科学掘削プロジェクト（普賢岳火道掘削）で普賢岳の火道から岩石採取に成功、火道のメカニズムを明らかにした。
2007年よりIAVCEI（国際火山学及び地球内部化学協会）の会長をつとめる。2012年より火山噴火予知連絡会副会長をつとめる。
日本ジオパーク委員会委員（火山学会選出）。

## 受賞
- 日本地質学会論文賞(2012年)
- 日本火山学会学会賞(2016年)

## 著書
- 吉川弘之ほか 『防災』 東京大学出版会〈東京大学公開講座〉、1996年、ISBN 4-13-003093-0。
- 土木学会誌編集委員会編 『火山噴火に備えて : 富士山噴火はいつ』 土木学会〈土木学会誌叢書〉、2005年、ISBN 4-8106-0533-7。
- 「富士火山」編集委員会(日本火山学会)編 『富士火山』 山梨県環境科学研究所、2007年、ISBN 978-4-9903350-0-7。

## 論文・予稿・寄稿文
- 中田節也「9.尾鈴山酸性岩体の構造とその噴出様式 : 日本火山学会1976年度春季大会」『火山.第2集』第21巻第2号、日本火山学会、1976年、124頁、doi:10.18940/kazanc.21.2_124_2、NAID 110002995188。
- 中田節也「尾鈴山酸性岩の地質」『地質学雑誌』第84巻第5号、日本地質学会、1978年、243-256頁、doi:10.5575/geosoc.84.243、ISSN 0016-7630、NAID 110003022858。
- 中田節也, 高橋正樹「西南日本外帯，瀬戸内区における中新世の中性～けい長質マグマの化学組成広域的変化」『地質学雑誌』第85巻第9号、日本地質学会、1979年、571-582頁、doi:10.5575/geosoc.85.571、ISSN 0016-7630、NAID 110003022983。
- 中田節也「尾鈴山酸性岩マグマ溜りの大きさと噴出機構」『九州大学理学部島原火山観測所研究報告』第12号、九州大学理学部附属島原火山観測所、1979年7月、9-16頁、ISSN 03858286、NAID 40000670544。
- 中田節也「Rb・Sr同位体比から見た外帯カコウ岩類の成因モデルとI-,S-タイプの示す成因的意味 : 深成岩」『日本地質学会学術大会講演要旨』第1982巻、日本地質学会、1982年、419頁、doi:10.14863/geosocabst.1982.0_419、ISSN 1348-3935、NAID 110003034700。
- 柳哮, 中田節也, 前田俊一, 方代赫, 山口勝「岩石の蛍光X線による定量分析:Siの二次X線効果」『日本地質学会学術大会講演要旨』第1984巻、日本地質学会、1984年、382頁、doi:10.14863/geosocabst.1984.0_382、ISSN 1348-3935、NAID 110003038777。
- 中田節也「九州に分布する霧島・大山両火山帯岩石の化学組成の比較研究」『火山.第2集』第31巻第2号、日本火山学会、1986年、95-110頁、doi:10.18940/kazanc.31.2_95、ISSN 04534360、NAID 110002990524。
- 中田節也, 小林哲夫「A36 雲仙岳 1991 年噴火によって生じた溶岩ドーム」『日本火山学会講演予稿集』第1991巻、日本火山学会、1991年、36頁、doi:10.18940/vsj.1991.2.0_36、ISSN 2433-5320、NAID 110002999925。
- 荒牧重雄, 藤井敏嗣, 中田節也「A44 雲仙火山 1991 年噴火の火砕流の特徴」『日本火山学会講演予稿集』第1991巻、日本火山学会、1991年、44頁、doi:10.18940/vsj.1991.2.0_44、ISSN 2433-5320、NAID 110002999933。
- 前田俊一, 柳哮, 山下勝行, 佐藤直子, 鶴田忠彦, 高橋祥之, 井出朋徳, 中田節也「A62 雲仙火山 1991 年噴火の溶岩と火山灰の化学組成」『日本火山学会講演予稿集』第1991巻、日本火山学会、1991年、62頁、doi:10.18940/vsj.1991.2.0_62、ISSN 2433-5320、NAID 110002999951。
- 中田節也, 田中雅人「雲仙火山のマグマプロセス(<特集>火山のモデル(I))」『火山』第36巻第1号、日本火山学会、1991年、113-121頁、doi:10.18940/kazan.36.1_113、ISSN 0453-4360、NAID 110003041564。
- 佐藤博明, 清水洋, 佃栄吉, 大見士郎, 中田節也「P17 地溝幅が活火山付近で狭くなる現象について : 局所的リソスフェア薄化モデル」『日本火山学会講演予稿集』第1992巻、日本火山学会、1992年、151頁、doi:10.18940/vsj.1992.2.0_151、ISSN 2433-5320、NAID 110003000277。
- 中田節也「II-6 中部九州火成岩と火山活動」『日本地質学会学術大会講演要旨』第1992巻、日本地質学会、1992年、71-72頁、doi:10.14863/geosocabst.1992.0_71、ISSN 1348-3935、NAID 110003027648。
- 坂本隆之, 小川勇二郎, 中田節也「瀬戸川付加体中の緑色岩類の起源とそのテクトニクス上の意義」『地質學雜誌』第99巻第1号、日本地質学会、1993年1月、9-28頁、doi:10.5575/geosoc.99.9、ISSN 00167630、NAID 110003024434。
- 中田節也, 本村慶信, 清水洋「F45 雲仙普賢岳マグマ溜りからの上昇様式 : マグマ水蒸気爆発からの情報」『日本火山学会講演予稿集』第1994巻、日本火山学会、1994年、105頁、doi:10.18940/vsj.1994.2.0_105、ISSN 2433-5320、NAID 110003000516。
- 中田節也「溶岩ドームの噴火の多様性」『地學雜誌』第105巻第2号、東京地学協会、1996年4月、244-245頁、doi:10.5026/jgeography.105.2_244、ISSN 0022135X、NAID 10003774960。
- 中田節也, 本村慶信「A41 火道におけるマグマ上昇 : 雲仙普賢岳噴火」『日本火山学会講演予稿集』第1997巻、日本火山学会、1997年、43頁、doi:10.18940/vsj.1997.2.0_43、ISSN 2433-5320、NAID 110003001008。
- 白尾元理, 中田節也, 金子隆之, 長井雅史, 鴨野岳人, 下司信夫, 野上健治, 平林順一, 金沢敏彦「A05 三宅島 2000 年噴火でできた海底火口群の潜水艇観察」『日本火山学会講演予稿集』第2000巻、日本火山学会、2000年、5頁、doi:10.18940/vsj.2000.2.0_5、ISSN 2433-5320、NAID 110002998117。
- 鈴木由希, 中田節也「P77 マグマ上昇と発泡・結晶作用のタイミング : 有珠山 2000 年噴火産物での例」『日本火山学会講演予稿集』第2000巻、日本火山学会、2000年、189頁、doi:10.18940/vsj.2000.2.0_189、ISSN 2433-5320、NAID 110002998299。
- 長井雅史, 大野希一, 下司信夫, 中田節也, 千葉達朗, 中山聡子, 大学合同観測班地質グループ「P15 三宅島火山 2000 年噴火の山頂噴出物の層序と岩相」『日本火山学会講演予稿集』第2001巻、日本火山学会、2001年、117頁、doi:10.18940/vsj.2001.2.0_117、ISSN 2433-5320、NAID 110002998417。
- 下司信夫, 嶋野岳人, 長井雅史, 中田節也「三宅島火山2000年噴火のマグマ供給系」『火山』第47巻第5号、日本火山学会、2002年、419-434頁、doi:10.18940/kazan.47.5_419、ISSN 0453-4360、NAID 110003041270。
- 宇都浩三, 中田節也, 星住英夫, 清水洋「O-39 雲仙科学掘削の概要と成果」『日本地質学会学術大会講演要旨』第2003巻、日本地質学会、2003年、21頁、doi:10.14863/geosocabst.2003.0_21_1、ISSN 1348-3935、NAID 110003040390。
- 中田節也, 宇都浩三, 吉本充宏, 杉本健, 嶋野岳人, 黒川将, 星住英夫, 後藤芳彦, 野口聡, 小栗和清「P53 火道の実態 : 雲仙火山火道掘削の成果(2)」『日本火山学会講演予稿集』第2004巻、日本火山学会、2004年、163頁、doi:10.18940/vsj.2004.0_163、ISSN 2433-5320、NAID 110002998845。
- 佐久間澄夫, 中田節也, 宇都浩三「P55 雲仙科学掘削USDP-4 : 掘削結果とまとめ」『日本火山学会講演予稿集』第2004巻、日本火山学会、2004年、165頁、doi:10.18940/vsj.2004.0_165、ISSN 2433-5320、NAID 110002998847。
- 嶋野岳人, 飯田晃子, 吉本充宏, 安田敦, 中田節也「S06 浅間火山2004年噴火噴出物の岩石学的検討」『日本火山学会講演予稿集』第2004巻、日本火山学会、2004年、186頁、doi:10.18940/vsj.2004.0_186、ISSN 2433-5320、NAID 110002998868。